# 국도 제201호선 (일본)
국도 제201호선(国道201号)은 후쿠오카현에서 후쿠오카시 히가시구와 미야코군 간다정을 잇는 일본의 일반 국도이다. 후쿠오카 현을 동서로 잇는 국도로, 후쿠오카시, 이즈카시, 다가와시, 유쿠하시시 등 현내 주요 도시를 통과한다.